# Batman Highway
Der Batman Highway ist eine Schnellstraße im Norden des australischen Bundesstaates Tasmanien. Die vierspurige Straße verbindet den West Tamar Highway (A7) über die Batman Bridge, die als einzige Brücke nördlich von Launceston den Tamar River überquert, mit dem East Tamar Highway (A8).
Die 1980 eröffnete Straßenverbindung ist auch für den Verkehr zwischen den Gebieten westlich des Flusses und der Hafenstadt Bell Bay wichtig.